# Gülbaba-barlang

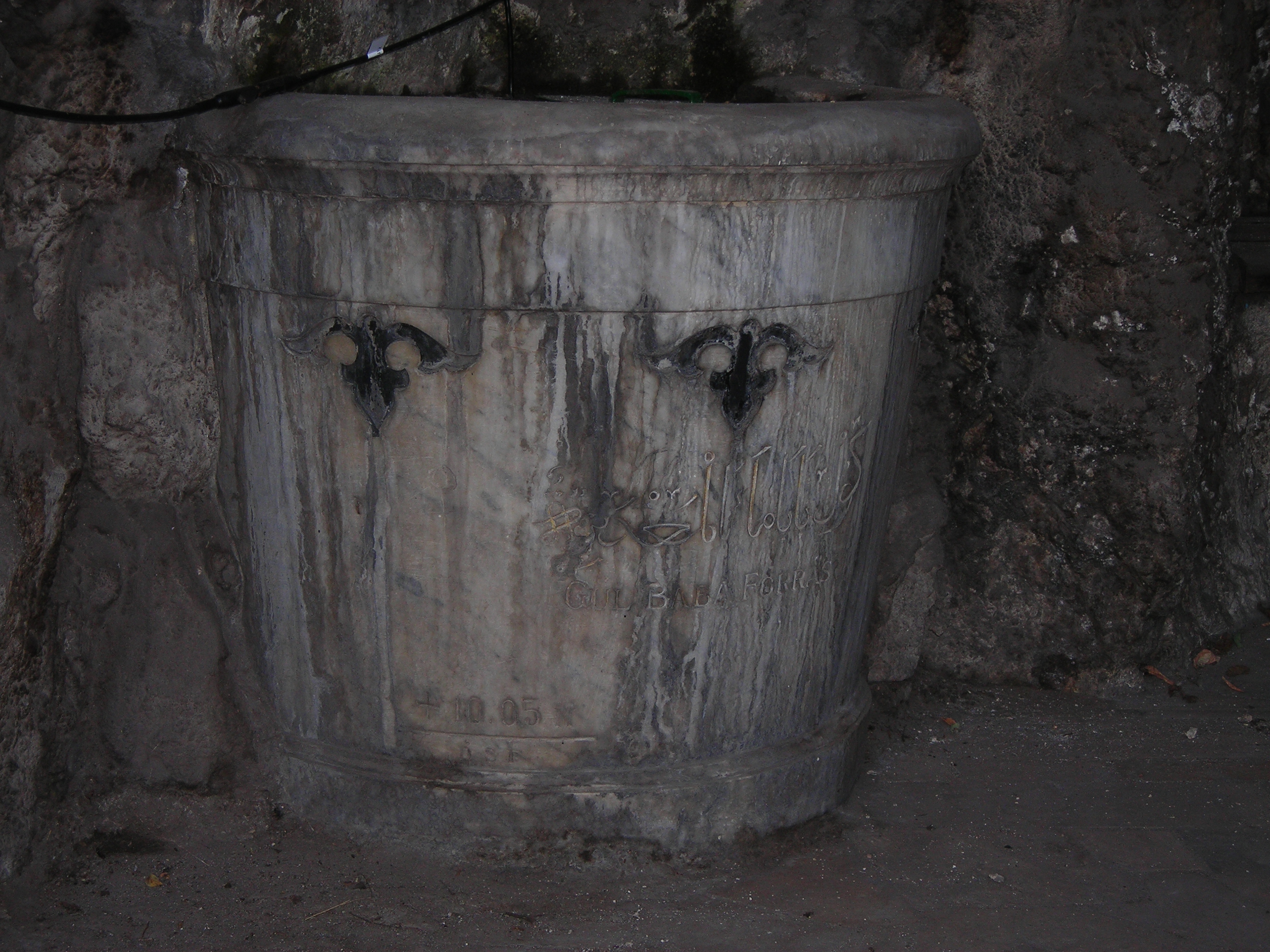
A barlangban levő Gülbaba-forrás medencéje

A Gülbaba-barlang a Gellért-hegyen, Budapest I. kerületében, a Duna–Ipoly Nemzeti Park területén található egyik lezárt és védett barlang.

## Leírás
Bejárata a Gellért-hegy lábánál, a Rudas gyógyfürdő közelében, magánterületen nyílik és le van zárva díszes vasrácskapuval. A Gül Baba-forrás medencéje a barlang végén figyelhető meg.
Gül Babáról lett elnevezve. Előfordul irodalmában Gül Baba és Musztafa-forrás (Kordos 1984), Gülbaba és Musztafa-forrás ürege (Bertalan 1976), Rudasfürdő 1. forrásbarlangja (Bertalan 1976) és Rudas-fürdő 1. sz. forrásbarlangja (Kordos 1984) neveken is.

## Kutatástörténet
Az 1968-ban napvilágott látott Budapest hévizei szerint a Gellért-hegy Duna felőli jól látható lezökkenése és mélybesüllyedése mentén a nagyon összetöredezett triász dolomit hasadékaiból sok helyen, aránylag kis területen belül törnek fel a Rudas fürdő hévforrásai. Ez a hasadék-, valamint törésrendszer nagyon változatos, jóllehet néhány uralkodó irány kimutatható. A feltörő hévizek egyrésze elszökik a Duna kavicsrétegébe, másrészük pedig közvetlenül a folyóba ömlik a Duna medrének fenekét képező dolomitsziklákból. A Rudas fürdő építésekor, az útépítésekkor és az Erzsébet híd építésekor több, egymással többé-kevésbé összefüggő forrást tártak fel, mint pl. a Gülbaba-forrást és a Kara Musztafa-forrást.
Közös gyűjtőrendszerbe kapcsolták a források egy részét kőagyagcső vezetékeken keresztül. A források vize az 1930-as években kevés lett, ezért 1932-ben, 1935-ben, 1940-ben és 1943-ban kutakat fúrtak. A kiadványban látható egy rajz, amelyen a Rudas fürdő melletti barlangok mikrotektonikai vázlata figyelhető meg. Az ábrán a Gülbaba-forrás barlangjának mikrotektonikai viszonyai is szerepelnek. A 127. oldalon megtekinthető a Gülbaba-forrás és a Török-forrás alaprajz térképe, hosszmetszet térképe és 7 keresztmetszet térképe. Az alaprajz térképen jelölve van a Rákóczi-forrás és a Musztafa-forrás csobogója. Az alaprajz térképen látszik a 7 keresztmetszet elhelyezkedése a barlangban.
Az 1976-ban befejezett, Magyarország barlangleltára című kéziratban az olvasható, hogy a Rudasfürdő 1. forrásbarlangja Budapest I. kerületében, a Gellért-hegy ÉK-i lábánál, a Rudas fürdővel szemben nyílik. Másik neve Gülbaba és Musztafa-forrás ürege. Bejárata díszes vasráccsal van lezárva. A mesterségesen bővített hévforrásbarlang dolomitban jött létre. A meleg, párás levegőjű barlangnak két bejárata van. A gyógyfürdő céljaira régóta igénybe van véve vize. A kézirat barlangra vonatkozó része 1 publikáció alapján lett írva.
Az 1976-ban kiadott, Bertalan Károly és Schőnviszky László által összeállított Magyar barlangtani bibliográfia barlangnévmutatójában meg van említve a budapesti Rudas fürdőben lévő Inhaláló-barlang. A barlangnévmutatóban meg van említve 1 irodalmi mű, amely foglalkozik a barlanggal. Az 1984-ben kiadott, Magyarország barlangjai című könyv országos barlanglistájában szerepel a Budai-hegységben lévő barlang Rudas-fürdő 1. sz. forrásbarlangja néven Gül Baba és Musztafa-forrás névváltozattal. A listához kapcsolódóan látható a Dunazug-hegység barlangjainak földrajzi elhelyezkedését bemutató 1:500 000-es méretarányú térképen a barlang földrajzi elhelyezkedése.
1998. május 14-től a környezetvédelmi és területfejlesztési miniszter 13/1998. (V. 6.) KTM rendelete szerint a Duna–Ipoly Nemzeti Park Igazgatóság illetékességi területén, a Budai-hegységben található Rudas fürdő 1. és 2. sz. barlangja az igazgatóság engedélyével látogathatók. 2005. szeptember 1-től a környezetvédelmi és vízügyi miniszter 22/2005. (VIII. 31.) KvVM rendelete szerint a Duna–Ipoly Nemzeti Park Igazgatóság működési területén, a Budai-hegységben található Rudas fürdő 1. és 2. sz. barlangja a felügyelőség engedélyével látogathatók.

## További irodalom
- Szabó József: Budapest és környéke geológiai tekintetben. In: Gerlóczy Gyula – Dulácska Géza: Budapest és környéke természetrajzi, orvosi és közmivelődési leírása. Budapest, 1879. 1. rész.
- –: Inhaláló barlang lesz a Rudas-fürdő török forrásának... Budai Napló, 1933. augusztus 3. (30. évf. 1132. sz.) 3. old.